# Fürstenstein (Fichtelgebirge)
Der Fürstenstein ist ein Felsgipfel (675 m ü. NHN) am Nordhang des Goldberges im Fichtelgebirge. Er besteht aus Gneisphyllit mit Einsprengung von schwarzem Tonschiefer und wurde wegen seiner geologischen Besonderheit als Naturdenkmal ausgewiesen.

## Geschichte
Der Felsengipfel hatte früher einen wesentlich größeren Umfang. Mitte des 19. Jahrhunderts wurden dort Steine gebrochen für das Bergamtsgebäude, das 1856 von Wunsiedel nach Brandholz verlegt wurde. Jetzt ist er noch 30 Meter breit, 30 Meter lang und 15 Meter hoch.
Der Fürstenstein liegt im montanhistorisch bedeutsamen Gebiet des ehemaligen Brandholz-Goldkronacher Goldbergbaureviers. Die Gold-Antimon-Vererzung war die Grundlage für einen fast 600 Jahre dauernden Bergbau. Dieser wurde von den Burggrafen von Nürnberg und den  Markgrafen des Fürstentums Bayreuth (1365 bis 1791), in preußischer Zeit (1791 bis 1806), in bayerischer Zeit (1828 bis 1865) und durch die Fichtelgold AG (1920 bis 1925) betrieben.

## Geotop
Die Felsformation wurde vom Bayerischen Landesamt für Umwelt als Geotop 472R001 ausgewiesen. Siehe hierzu auch die Liste der Geotope im Landkreis Bayreuth.

## Karten
- Dietmar Herrmann: Der Fürstenstein im Fichtelgebirge. In: Der Siebenstern, Heft 2/2007, Seite 70.